# Citrostichus
Citrostichus is een geslacht van vliesvleugeligen uit de familie Eulophidae. De wetenschappelijke naam van dit geslacht is voor het eerst geldig gepubliceerd in 1988 door Boucek.

## Soorten
Het geslacht Citrostichus omvat de volgende soorten:
- Citrostichus dolichogaster Sheng & Wang, 1993
- Citrostichus phyllocnistoides (Narayanan, 1960)